# Babaco
De babaco (Vasconcellea ×pentagona, basioniem: Carica ×pentagona) of chamburo is een hybride van de bergpapaja (Vasconcellea pubescens) en Vasconcellea stipulata. De hybride is verwant aan de echte papaja (Carica papaya). De vrucht wordt verbouwd in Chili, Colombia, Ecuador en Nieuw-Zeeland. De planten hebben een kale rechte stam met bovenaan een soort pruik van groene bladeren. Vlak hieronder groeien de vruchten in trossen aan de stam; de steeltjes van de vruchten groeien er rechtstreeks aan.
De babaco heeft een cilinderachtige vorm met een lengte van 20–30 cm en een doorsnede van circa. 12 cm. Bij de steelaanzet is de vrucht stomp van vorm en aan het uiteinde puntig. De schil is groen van kleur en verkleurt tijdens het rijpen geel. De vrucht heeft sappig geel vruchtvlees zonder zaden. De smaak is fris zoetzuur en kan worden omschreven als een combinatie van aardbei en meloen. Een babaco geeft geen afval, aangezien deze met schil en al kan worden geconsumeerd.